# 斯克列羅龍屬

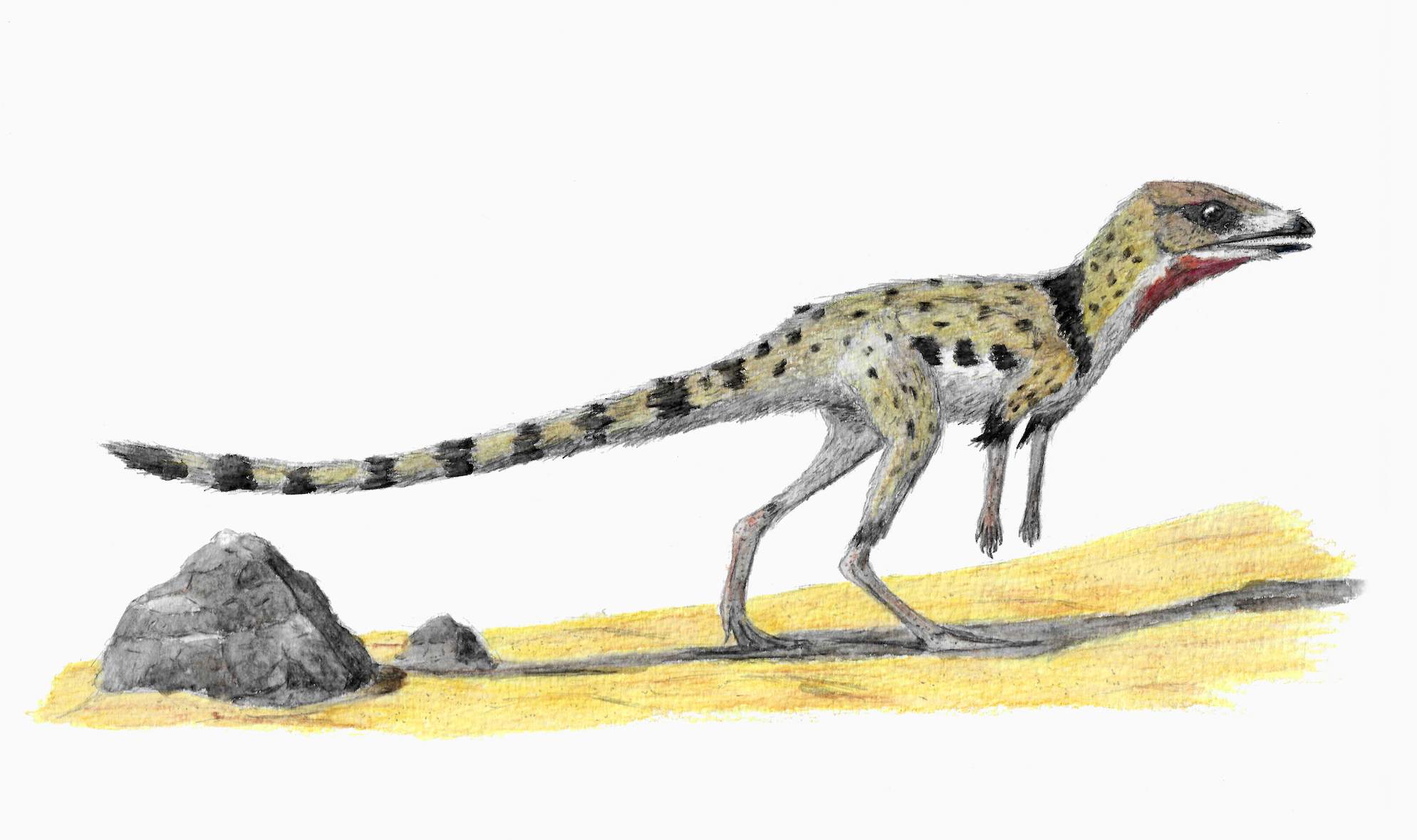
斯克列羅龍的想像圖

斯克列羅龍屬（屬名：Scleromochlus）是鳥頸類主龍的一屬，生存於三疊紀晚期的蘇格蘭。斯克列羅龍是善於行走的小型動物，身長約為18.1公分，後肢相當長，被推測能以二足方式、四足方式行走。
正模標本（編號BMNH R3556）是一個部分骨骼，缺少部分頭顱骨、尾巴。化石發現於蘇格蘭的洛西茅斯砂岩層（Lossiemouth Sandstone），地質年代相當於三疊紀晚期的卡尼階。目前只有一個種，模式種泰勒斯克列羅龍（S. taylori）。
斯克列羅龍的演化位置仍有爭議，有些研究認為牠們是最原始的鳥頸類主龍，其他研究則認為牠們是翼龍目的姊妹分類單元。